# Джади-Бурун

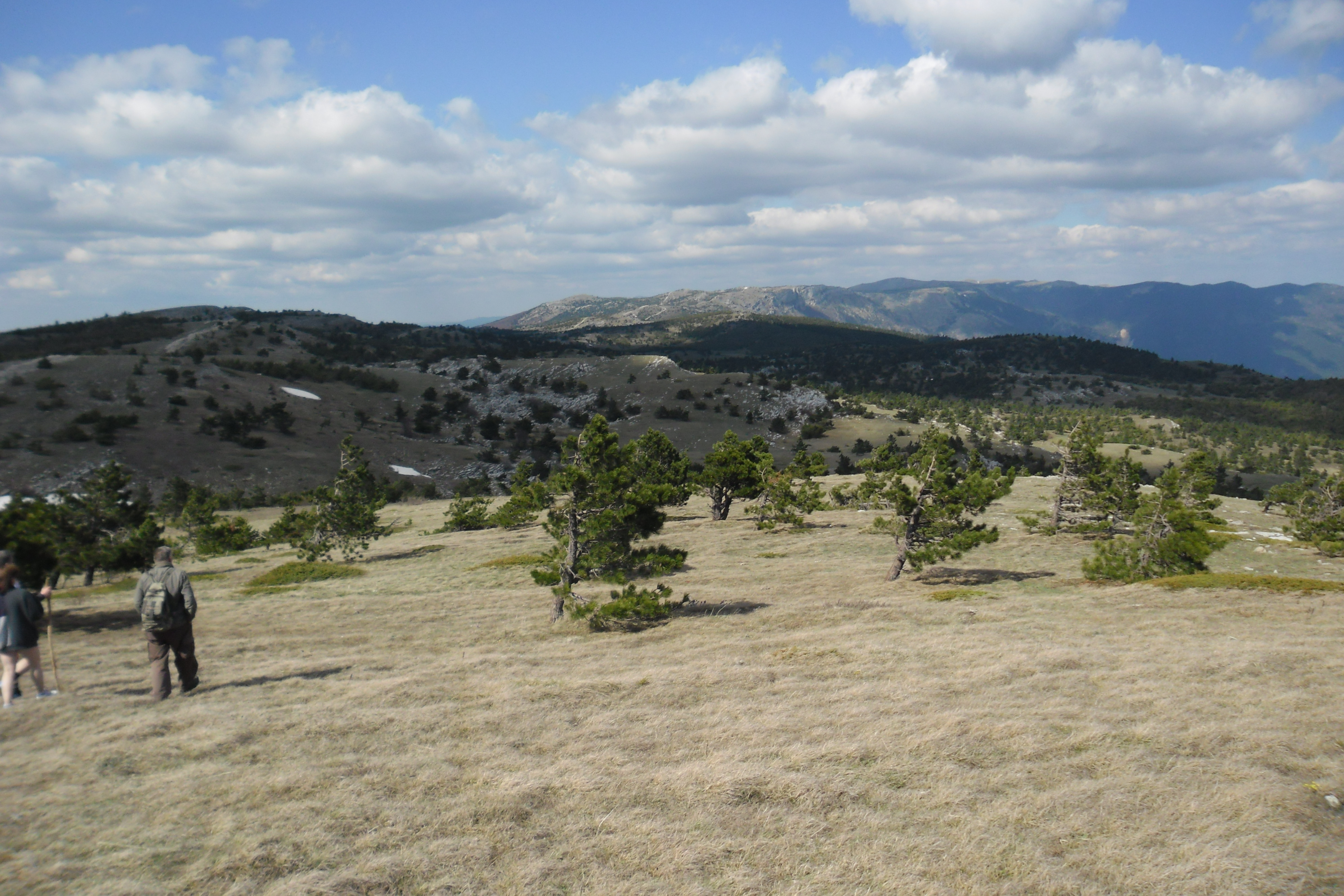
Ялтинська яйла - панорама на схід від Ставрікайської стежки.

Джади-Бурун (тюрк. Джади - відьма, чаклун) - оголена кам'яниста вершина на Ялтинській яйлі, Крим. Висота - 1422 м. На її крутому пд. схилі два яруси стрімких скель над стежкою Джунин-Кош-Богаз. Підноситься на пд. краю Ялтинської яйли, в 3 км на північ нп Ай-Васил (тепер це півн. частина Ялти) На схід від г. Лапата.